# Coursera
Coursera é uma empresa de tecnologia educacional norte-americana, com sede em Mountain View, e fundada pelos professores de ciência da computação Andrew Ng e Daphne Koller, da Universidade Stanford.
Em 19 de setembro de 2012, a Coursera anunciou parceria com mais 17 universidades, das quais duas integram o grupo Ivy League. Em 20 de fevereiro de 2013, a Coursera anunciou parceria com mais 29 universidades, das quais 16 não são dos Estados Unidos.
O Coursera oferece cinco programas de estudo, eles são: Course; Specialization; Professional Certificate; Mastertrack Certificate; Degree.
Os cursos são disponibilizados no formato on-demand ou em períodos específicos (a critério da instituição provedora). Todos os cursos são gratuitos mas o aluno pode optar por pagar uma taxa para obter um certificado autenticado. Contudo, a plataforma possui um programa especial de “Auxílio Financeiro” para os que desejam o certificado mas não possuem condições financeiras para isso. Solicitar o auxílio é muito fácil, basta acessar o link de inscrição do auxílio financeiro, constante em todos os cursos, e responder algumas perguntas.
O Coursera oferece aulas em vídeos e uma vasta gama de opções de leitura obrigatória e extra, para melhor entendimento dos conteúdos repassados nas vídeo-aulas. É necessário completar todos os exercícios e rever o trabalho de pelo menos 3 colegas para que sua nota seja computada. Ao final de cada semana também é disponibilizada uma prova, na qual é necessária uma nota maior que 80% para passar.
O Coursera também conta com um aplicativo para IOS e Android, e possibilita gravar os conteúdos para acesso offline. Existem fóruns de discussão, e sua identidade é checada toda vez que é necessário entregar um projeto.
Também existe a oferta de especializações, conjunto de cursos independentes sobre o mesmo tema feitos em sequência.
O Coursera também oferece cursos de graduação em parceria com universidades. Por exemplo, a plataforma é parceira da HEC Paris para o Executive Master inovação e empreendedorismo. 100% online, este programa tem como objetivo formar executivos seniores especializados nestas duas áreas em 18 meses. Foi inaugurado em março de 2017.
A grande maioria dos cursos estão disponíveis em inglês com legendas em diversas línguas, mas há cursos em português disponibilizados pela USP, Unicamp e Fundação Lemann, por exemplo.
Universidades e faculdades de diversos países já se associaram ao Coursera: Alemanha, Austrália, Brasil, Canadá, Chile, China (continente), Singapura, Coreia do Sul, Dinamarca, Espanha, Estados Unidos, França, Holanda, Hong Kong, Índia, Israel, Itália, Japão, México, Reino Unido, Rússia, Suécia, Suíça, Taiwan e Turquia.

## Universidades participantes
Atualmente existem 63 universidades em parceria com a Coursera.
| País               | Universidades |
| ------------------ | --- |
| Alemanha           | - Universidade de Munique - Universidade Técnica de Munique |
| Austrália          | - Universidade de Melbourne |
| Brasil             | - Universidade Estadual de Campinas - Universidade de São Paulo - Insper |
| Canadá             | - Universidade da Colúmbia Britânica - Universidade de Toronto |
| China              | - Universidade Chinesa de Hong Kong |
| Dinamarca          | - Universidade de Copenhague - Universidade Técnica da Dinamarca |
| Espanha            | - IE Business School - Universidade Autônoma de Barcelona |
| Estados Unidos     | - Berklee College of Music - California Institute of the Arts - Case Western Reserve University - Curtis Institute of Music - Escola de Medicina Monte Sinai - Instituto de Tecnologia da Califórnia - Instituto de Tecnologia da Geórgia - Universidade Brown - Universidade da Califórnia, Irvine - Universidade da Califórnia em San Diego - Universidade da Califórnia em Santa Cruz - Universidade da Califórnia, São Francisco - Universidade da Carolina do Norte em Chapel Hill - Universidade do Colorado em Boulder - Universidade Columbia - Universidade Duke - Universidade Emory - Universidade do Estado de Ohio - Universidade Estadual da Pensilvânia - Universidade da Flórida - Universidade de Illinois em Urbana-Champaign - Universidade Johns Hopkins - Universidade de Maryland - Universidade de Michigan - Universidade de Minnesota - Universidade Northwestern - Universidade da Pensilvânia - Universidade de Pittsburgh - Universidade de Princeton - Universidade Rice - Universidade de Rochester - Universidade Rutgers - Universidade Stanford - Universidade Vanderbilt - Universidade da Virgínia - Universidade de Washington - Universidade Wesleyan - Universidade do Wisconsin-Madison |
| França             | - École Polytechnique - HEC Paris |
| Grã-Bretanha       | - Universidade de Edimburgo - Universidade de Londres |
| Hong Kong          | - Universidade de Ciência e Tecnologia de Hong Kong |
| Israel             | - Universidade Hebraica de Jerusalém |
| Itália             | - Universidade de Roma "La Sapienza" |
| Japão              | - Universidade de Tóquio |
| México             | - Instituto Tecnológico e de Estudos Superiores de Monterrey - Universidade Nacional Autónoma de México |
| Países Baixos      | - Universidade de Leiden |
| República da China | - Universidade Nacional de Taiwan |
| Singapura          | - Universidade Nacional de Singapura |
| Suíça              | - Escola Politécnica Federal de Lausana - Universidade de Genebra |

## Instituições, Órgãos ou Faculdades Brasileiras que ofertam cursos no Coursera
Atualmente existem 4 em parceria com a Coursera:
| País   | Instituição/Órgão/Faculdade |
| ------ | --- |
| Brasil | - INSPER - Instituto de Ensino e Pesquisa - ITA - Instituto Tecnológico de Aeronáutica - Fundação Lemann - FIA - Fundação Instituto de Administração |